# Данаил Щиплията
Данаил Коцов, известен като Щиплията, е виден български зограф от Македония от втората половина на XIX век.

## Биография
Данаил Щиплията е роден според Асен Василиев около 1830 година, а според Коста Балабанов около 1840 година в Щип - самият той се подписва „Щиплия“ или „от Щип“. Според стария жител на Щип Петре Карагьозов Даниил е от Ново село и живеел в къща на брега на Брегалница. Коста Балабанов предава фамилията му като Коцов. Според спомените Данаил не е оставил потомство, може би не е бил женен и имал сестра Лена. Бил нисък, с широко лице и гъста черна брада. Очевидно е бил добре образован, тъй като в надписите си не допуска много правописни и граматически грешки. Иванка Гергова смята, че в иконите на Васил Зограф от Струмица му има орнаментика, която напомня работите на Данаил Щиплията. И двамата са работили един след друг в „Свети Мина“ в Кюстендил и според Гергова е възможно Данаил да е познавал Васил Зограф или дори да е негов или на баща му ученик.
Според спомените на стари щипяни Данаил се връща в родния си град около 1888 – 1889 година, където скоро умира на около 70 години.

## Творчество
Данаил напуска Щипско и в 1861 година Данаил работи икони за църквата „Света Петка“ в Радибуш, Паланечко. След това е в Кюстендил - на иконата на Св. св. Константин и Елена в църквата „Свети Мина“ в Кюстендил има надпис „Изъ руки Данииiлъ Исщиплиѧ 1862: месецъ августъ: 2- ден“.
В 1862 – 1865 година Данаил вероятно е в Русия, което се потвърждава от спомените и от наличието в творчеството му на редкия за Балканите и типичен за Русия и оттам за румънските земи пророчески ред на иконостаса, в чийто център е Богородица ширшая небес, означена като „Знамение на небеси“ - (във „Възнесение Господне“ в Горна Лука от 1867 година и в „Свети Архангел Михаил“ в Копиловци от 1876 година).
По-късно Данаил се мести да работи в Чипровско, където твори по-дълго – около 17 години. В 1865 – 1866 година изписва на всички олтарни и апостолски икони в църквата „Възнесение Господне“ в Чипровци. На цокълните табла на иконостаса традиционно Данаил изписва сцени от Шестоднева. На северното пано на иконостаса са сцените Бог създава небето, земята, водата, месечината и звездите и Сътворение Адамово. На второто пано на първия ред са Адам дава имена на животните, Сътровения Евино, Бог поставя Адам и Ева в Рая, Змията прелъстява Адам и Ева, Адам и Ева ядат от забранения плод; в долния ред – Бог укорява Адам и Ева, Бог пита Адам кой го прелъсти; Бог пита Ева кой я прелъсти, Изгонване на Адам и Ева от рая; Ангел учи Адам и Ева да работят. Сцените са придружени от дълги надписи. На иконата на Свети Стефан пише „Изруки писецъ Данаил 1865. весец майе. 22“, а на иконата на Свети Архангел Михаил, убиващ богатия7 „Из руки Данiлъ исъ Щиплiя“. За последната икона Данаил вероятно е използвал графичен образец- щампата на светогорския йеромонах Даниил.
- „Възнесение Господне“ в Чипровци
- Шестоднев от иконостаса, 1865 – 1866 г.
- Горната част на иконостаса, 1865 – 1866 г.
- Бог Саваот създава света, сцена от иконостаса, 1865 – 1866 г.
- Архангел Михаил мъчи душата на богатия Лазар, икона от иконостаса, 1865 – 1866 г.
- Стенописи от 1877 г.

В 1866 година изписва целия иконостас в църквата „Св. св. Петър и Павел“ в Баня, Кутловишко. В 1866 - 1867 година изписва целия иконостас в църквата „Възнесение” Господне“ в Горна Лука, Чипровско. На цокълното табло са изписани същите 12 сцени като от иконостаса във „Възнесение Господне“ в Чипровци. На иконата на Свети Георги има подпис: „1867 месецъ януарии изъ руки Данiилъ изъ Щипъ“.
В 1868 година работи в църквата „Възнесение Господне“ в Гаганица, Берковско. На цокълното табло са изписани същите 12 сцени като от иконостаса във „Възнесение Господне“ в Чипровци. На надиконостасното разпятие според Асен Василиев пише „Мѣсто лобни, обновленiе темпло на храмъ Вознесенiе 1868 мартъ изруки писецъ Данил Щиплi Георги Аврамовичъ“. Василиев смята, че това е пълното име на зографа и, съдейки от името на баща му Георги Аврамович, може да се допусне, че той произхожда от някой мияшки зографски род, разселен в Щип. В гаганишката църква Данаил е автор на иконите, а под тях на иконостаса изписва пет сцени от създаването на света. Според Иванка Гергова обаче двете имена „Данаил Щипли“ и „Георги Аврамович“ са на различни редове в надписа и не са свързани. Според Гергова Георги Аврамович е майсторът дърворезбар, тъй като това име се среща и върху резбования владишки трон в църквата „Свети Димитър“ във Вълкова Слатина.
В 1869 година рисува икони за параклиса „Свети Атанасий“ на Чипровския манастир. В периода 1869 - 1870 година работи икони в „Свети Георги“ във Влашко село, където иконите са неподписани, но стилистично негови. В 1870 година рисува в църквата „Свети Николай“ в Берковица. На иконата на Свети Спиридон има надпис: „Настоѧщиѧ икона приложиха еснаф грнчарски за душевно спасенiе на 1872: месецъ февруари 17: изруки Данилъ“. Други негови икони в храма са на Свети Тома, Свети Илия и Свети Йоан Рилски.
В 1873 година за кратко се връща в родния си край и рисува икони в църквата „Свети Георги“ в село Ранченци, Светиниколско.
В 1876 година отново е в Чипровско и рисува целия иконостас и стенописи в „Свети Архангел Михаил“ в Копиловци. Макар и в този храм да няма негов подпис, стилът е неговият. Горната част на иконостаса в църквата е решена необичайно - над пророческия ред има голям триъгълен фронтон, в центъра на който под триумфална арка е Голготският кръст. Вероятно източник за Данаил е била гравюрата на страница 18 от „Описание Святаго Божия града Ерусалима“ на Христофор Жефарович от 1748 година. За празничните икони на иконостаса е използвал и други гравюри. За Рождество Йоаново е използвана светогорската щампа Свети Йоан Предтеча с житийни сцени от първата четвърт на ХІХ век, а Благовещение е модифицирана версия на гравюрата на Григорий щампар от 1842 година. Интересно е и стенописното изображение на Св. св. Кирил и Методий в храма, в което двамата са представени като монаси, което е рядкост, а надписът между тях гласи „Моравски учители“, което е уникално.
В 1877 година рисува стенописите във „Възнесение Господне“ в Чипровци, където вече преди 10 години е изписал иконите, а в 1878 година стенопис в хана на Йован Мицов в Белимел. В 1879 година рисува целия иконостас на църквата „Света Параскева“ в Дива Слатина, Чипровско.
След това Данаил се връща в родния си край и в 1895 година рисува икони за църквата „Успение Богородично“ в родното си Ново село. На следната 1896 година рисува икони за църквата „Свети Никола“ в Крупище, Щипско, и в „Свети Йоан Предтеча“ в Горни Балван. В 1899 година рисува икони за „Възнесение Господне“ в Карбинци, Щипско.
Недатирани икони на Данаил има в църквите „Успение Богородично“ в Камена Рикса, „Света Троица“ в Белимел, „Свети Георги“ в Главановци и църквата на Говежда – всички в Кутловишко.

## Стил
Данаил Щиплията е изключително добър стилист и художник. Придържа се към характерния стил на иконописта от XIX век във всеки аспект. Талантът му е подпомогнат от сериозната техническа подготовка, която прилага с голямо майсторство. Данаил предпочита наситени и сигурни цветове, което придава на работите му приятен и убедителен вид. Повлиян е от някои по-нови за времето му композиционни разбирания в стенописите, които се различават доста от традиционните течения сред старите стенописци.
Сравнението на еднаквите сцени на Данаил в различните църкви показва свобода и вариативност на трактовката и на композициите и на надписите, което означава че той е ползвал копирки и писмен наръчник, а е работил по памет, и добре е познавал литературната основа и библейска и апокрифна на цикъла.